# Komplementärraum
Ein komplementärer Unterraum, kurz Komplementärraum oder Komplement, ist im mathematischen Teilgebiet der linearen Algebra ein möglichst großer Unterraum eines Vektorraums, der einen vorgegebenen Unterraum nur im Nullpunkt schneidet. Der gesamte Vektorraum wird dadurch gewissermaßen in zwei unabhängige Teile zerlegt.

## Komplement eines Untervektorraums

### Definition
Es sei {\displaystyle V} ein Vektorraum über einem Körper {\displaystyle K} und {\displaystyle U} ein Untervektorraum von {\displaystyle V}. Dann heißt ein Untervektorraum {\displaystyle W} komplementär oder ein Komplement zu {\displaystyle U}, wenn die Bedingungen
- {\displaystyle U\cap W=\{0\}}

und
- {\displaystyle U+W=V}

erfüllt sind. Dabei ist {\displaystyle \{0\}} der Nullvektorraum und {\displaystyle U+W} steht kurz für
{\displaystyle \{u+w\mid u\in U,w\in W\}.}

### Bemerkungen und Eigenschaften
- Man sagt dann auch: {\displaystyle V} ist die innere direkte Summe von {\displaystyle U} und {\displaystyle W}, und schreibt {\displaystyle V=U\oplus W}.
- Sind {\displaystyle U,W} Unterräume von {\displaystyle V} und {\displaystyle U\oplus W} ihre äußere direkte Summe, dann gilt: Der Homomorphismus

{\displaystyle U\oplus W\to V,\quad (u,w)\mapsto u+w}
ist genau dann ein Isomorphismus, wenn {\displaystyle U} und {\displaystyle W} komplementär sind, d. h., wenn {\displaystyle V} die innere direkte Summe von {\displaystyle U} und {\displaystyle W} ist.
- Zu einem Untervektorraum {\displaystyle U} eines Vektorraumes {\displaystyle V} existiert stets ein komplementärer Untervektorraum. Das folgt aus dem Basisergänzungssatz. Komplemente sind aber im Allgemeinen nicht eindeutig bestimmt.
- {\displaystyle W} ist genau dann ein Komplement von {\displaystyle U} in {\displaystyle V}, wenn sich jeder Vektor {\displaystyle v\in V} eindeutig als

{\displaystyle v=u+w}
mit {\displaystyle u\in U} und {\displaystyle w\in W} schreiben lässt.
- Für die Dimensionen der entsprechenden Untervektorräume gilt

{\displaystyle \dim V=\dim U+\dim W.}
Die Dimension des Komplementärraums {\displaystyle W} wird auch als Kodimension von {\displaystyle U} in {\displaystyle V} bezeichnet.
- Ist {\displaystyle W} ein Komplement zu {\displaystyle U}, so ist auch {\displaystyle U} ein Komplement zu {\displaystyle W}.
- Die Einschränkung der kanonischen Projektion {\displaystyle V\to V/U} auf {\displaystyle W} ist ein Isomorphismus, siehe Faktorraum.

### Zusammenhang mit Projektionen
Es sei {\displaystyle U} ein Unterraum im Vektorraum {\displaystyle V}. 
- Ist {\displaystyle W} ein Komplementärraum von {\displaystyle U}, so kann man nach obigem jedes Element {\displaystyle v} aus {\displaystyle V} eindeutig als Summe {\displaystyle v=u+w} mit {\displaystyle u\in U} und {\displaystyle w\in W} darstellen. Dann ist {\displaystyle P_{W}\colon V\rightarrow V,v=u+w\mapsto u} eine Projektion mit dem Bild {\displaystyle \operatorname {im} P_{W}=U} und Kern {\displaystyle \operatorname {ker} P_{W}=W}.

- Ist umgekehrt {\displaystyle P\colon V\rightarrow V} eine Projektion mit Bild {\displaystyle U}, so ist der Kern {\displaystyle \operatorname {ker} P} ein Komplementärraum von {\displaystyle U}.

Man erhält auf diese Weise eine Bijektion von der Menge aller Komplementärräume von {\displaystyle U} auf die Menge aller Projektionen auf {\displaystyle V} mit Bild {\displaystyle U}. Die Projektionen mit Bild {\displaystyle U} bilden einen affinen Raum über dem Vektorraum {\displaystyle \operatorname {Hom} (V/U,U)\subset \operatorname {Hom} (V,V)}.

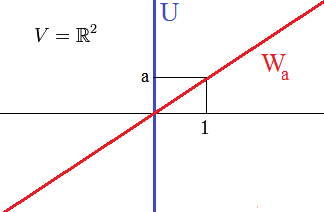
Jeder Unterraum ist ein Komplement zu.

### Beispiel
Wir betrachten den Unterraum {\displaystyle U:=\{(0,y);\,y\in \mathbb {R} \}\subset V=\mathbb {R} ^{2}} wie in nebenstehender Zeichnung. Zu jeder reellen Zahl {\displaystyle a} sei {\displaystyle W_{a}} die Gerade durch 0 mit Steigung {\displaystyle a}. Jeder solche Unterraum {\displaystyle W_{a}} ist ein zu {\displaystyle U} komplementärer Unterraum von {\displaystyle V}. Die zugehörige Projektion hat die Matrixdarstellung 
{\displaystyle P_{a}={\begin{pmatrix}0&0\\-a&1\end{pmatrix}}}. 
Man sieht der Matrixdarstellung direkt an, dass {\displaystyle U} das Bild ist, denn die erste Zeile der Matrix besteht nur aus Nullen. Der Kern von {\displaystyle P_{a}} ist {\displaystyle W_{a}}, denn aus {\displaystyle P_{a}{\begin{pmatrix}x\\y\end{pmatrix}}={\begin{pmatrix}0\\0\end{pmatrix}}} folgt {\displaystyle {\begin{pmatrix}0\\0\end{pmatrix}}={\begin{pmatrix}0&0\\-a&1\end{pmatrix}}{\begin{pmatrix}x\\y\end{pmatrix}}={\begin{pmatrix}0\\-ax+y\end{pmatrix}}}, das heißt, der Kern besteht aus allen Punkten {\displaystyle {\begin{pmatrix}x\\y\end{pmatrix}}} mit {\displaystyle y=ax}, und das ist genau die Gerade durch 0 mit Steigung {\displaystyle a}.

## Orthogonales Komplement

### Definition
Es sei {\displaystyle V} ein Vektorraum über einem Körper {\displaystyle K}, auf dem eine symmetrische oder alternierende Bilinearform oder eine hermitesche Sesquilinearform {\displaystyle \langle \cdot ,\cdot \rangle } gegeben ist. Für einen Unterraum {\displaystyle U\subseteq V} heißt
{\displaystyle U^{\perp }:=\{v\in V\mid \forall u\in U:\langle u,v\rangle =0\}}
das orthogonale Komplement oder der Orthogonalraum von {\displaystyle U} in {\displaystyle V}. Man beachte, dass es im Allgemeinen kein Komplement von {\displaystyle U} im oben definierten Sinne ist. Der Dualitätssatz besagt jedoch, dass, falls {\displaystyle V} endlichdimensional und {\displaystyle \langle \cdot ,\cdot \rangle } sowohl auf {\displaystyle V} als auch auf dem Unterraum {\displaystyle U} nicht ausgeartet ist, {\displaystyle V=U\oplus U^{\bot }} gilt.
Die letzte Eigenschaft ist beispielsweise für Skalarprodukte auf reellen oder komplexen Vektorräumen stets erfüllt.

### Orthogonales Komplement in Hilberträumen
Ist {\displaystyle V} ein Hilbertraum, so ist das orthogonale Komplement eines Unterraumes {\displaystyle U} ein Komplement seines Abschlusses {\displaystyle {\bar {U}}}, d. h.
{\displaystyle V={\bar {U}}\oplus U^{\perp }}, wobei {\displaystyle \oplus } als innere orthogonale Summe gelesen wird.
Das orthogonale Komplement ist stets abgeschlossen und es gilt
{\displaystyle (U^{\perp })^{\perp }={\bar {U}}}.

## Komplemente in Banachräumen
Sei {\displaystyle V} ein (endlichdimensionaler oder unendlichdimensionaler) vollständiger, normierter Vektorraum, also ein Banachraum, und sei {\displaystyle U} ein abgeschlossener Unterraum, zu dem ein abgeschlossener Komplementärraum {\displaystyle W} existiert, so dass die Räume {\displaystyle V} und {\displaystyle U\oplus W} algebraisch isomorph sind, dann ist der durch {\displaystyle U\oplus W\rightarrow V,\,(u,w)\mapsto u+w} definierte Isomorphismus auch ein topologischer Isomorphismus. Das heißt, die Abbildung und ihre Umkehrabbildung sind stetig.
In Banachräumen haben abgeschlossene Unterräume nach obigem stets einen Komplementärraum, aber das bedeutet nicht, dass man auch einen abgeschlossenen Komplementärraum finden könnte. Dies ist vielmehr eine Charakterisierung der topologischen Vektorraumstruktur von Hilberträumen, in denen man stets das orthogonale Komplement zur Verfügung hat, denn es gilt folgender Satz von Lindenstrauss-Tzafriri:
- Ein Banachraum ist genau dann stetig isomorph zu einem Hilbertraum, wenn jeder abgeschlossene Unterraum einen abgeschlossenen Komplementärraum besitzt.

Zur Existenz von Komplementärräumen gilt folgender Satz von Sobczyk:
- Ein zum Folgenraum c0 isomorpher Unterraum eines separablen Banachraums hat stets einen abgeschlossenen Komplementärraum.

Im nicht-notwendigerweise-separablen Fall gilt die Aussage dagegen nicht: Man kann zeigen, dass zu {\displaystyle c_{0}\subset \ell ^{\infty }} kein abgeschlossener Komplementärraum existiert.

## Invariante Komplemente
Sei {\displaystyle V} ein Vektorraum, {\displaystyle f\colon V\to V} ein Endomorphismus von {\displaystyle V} und {\displaystyle U} ein {\displaystyle f}-invarianter Unterraum, d. h. {\displaystyle f(U)\subseteq U}. Dann besitzt {\displaystyle U} nicht immer ein {\displaystyle f}-invariantes Komplement. Gibt es zu jedem invarianten Unterraum ein invariantes Komplement, heißt der Endomorphismus halbeinfach. Über algebraisch abgeschlossenen Körpern ist Halbeinfachheit äquivalent zu Diagonalisierbarkeit.
Analoge Begriffe werden in der Darstellungstheorie verwendet. Für eine Hilbertraum-Darstellung ist das orthogonale Komplement eines invarianten Unterraums wieder invariant, folglich ist jede endlichdimensionale unitäre Darstellung halbeinfach.
Wenn man die invarianten Unterräume als Untermoduln interpretiert, werden die invarianten Komplemente zu komplementären Untermoduln im Sinn des folgenden Abschnitts.

## Verallgemeinerung
Die Definition von Komplementen lässt sich wörtlich auf Moduln verallgemeinern. Allerdings gibt es zu einem Untermodul eines Moduls über einem Ring nicht mehr stets einen komplementären Untermodul. Ein Modul, in dem jeder Untermodul ein Komplement besitzt, wird halbeinfacher Modul genannt. In dieser Sprechweise sind also beispielsweise Vektorräume halbeinfache Moduln. Der {\displaystyle \mathbb {Z} }-Modul {\displaystyle \mathbb {Z} } ist nicht halbeinfach, weil der Untermodul {\displaystyle 2\mathbb {Z} } kein Komplement besitzt.
Statt „besitzt ein Komplement“ sagt man auch „ist ein direkter Summand“. Projektive Moduln sind dadurch charakterisiert, dass sie isomorph zu direkten Summanden freier Moduln sind. Injektive Moduln sind dadurch charakterisiert, dass sie in jedem Obermodul ein Komplement besitzen.
Die Beziehung zu Projektionen sowie die einfach transitive Operation von {\displaystyle \operatorname {Hom} (V/U,U)} auf der Menge der Komplemente von {\displaystyle U} in {\displaystyle V} überträgt sich ebenfalls auf den Modulfall (sogar auf beliebige abelsche Kategorien).